# Turmaș
Turmaș – wieś w Rumunii, w okręgu Hunedoara, w gminie Mărtinești. W 2011 roku liczyła 70 mieszkańców.